# Desprezo
Le desprezo (dédain, en portugais) est une technique de capoeira qui consiste à donner un coup de poing en revers à la tempe de l'adversaire. Techniquement, on frappe avec la tête des métacarpiens et, contrairement au godeme, le poing n'est pas totalement fermé (les doigts sont juste légèrement recroquevillés).